# Euphorbia pedilanthoides
Euphorbia pedilanthoides Denis es una especie fanerógama perteneciente a la familia de las euforbiáceas. Es endémica de Madagascar.

## Hábitat
Su hábitat natural son los matorrales y bosques secos tropicales y subtropicales. Está amenazado por la pérdida de hábitat.

## Taxonomía
Euphorbia pedilanthoides fue descrita por Marcel Denis y publicado en Euphorb. Iles Austr. Afr. 76. 1921.
Etimología
Euphorbia: nombre genérico que deriva del médico griego del rey Juba II de Mauritania (52 a 50 a. C. - 23), Euphorbus, en su honor – o en alusión a su gran vientre –  ya que usaba médicamente Euphorbia resinifera. En 1753 Carlos Linneo asignó el nombre a todo el género.
pedilanthoides: epíteto latino 
Sinonimia
- Pedilanthus lycioides Baker (1887).[4][5]